# Vézaponin
Vézaponin ist eine französische Gemeinde mit 114 Einwohnern (Stand: 1. Januar 2022) im Département Aisne in der Region Hauts-de-France. Sie gehört zum Arrondissement Soissons und zum Kanton Vic-sur-Aisne.

## Lage
Die Gemeinde Vézaponin liegt am Flüsschen Hozien, das zur Aisne entwässert, zehn Kilometer nordwestlich von Soissons. Nachbargemeinden von Vézaponin sind Trosly-Loire im Norden, Épagny im Osten, Tartiers im Süden, Morsain im Westen sowie Selens im Nordwesten.

## Bevölkerungsentwicklung
| Jahr                       | 1962 | 1968 | 1975 | 1982 | 1990 | 1999 | 2006 | 2013 | 2022 |
| Einwohner                  | 124  | 121  | 109  | 110  | 117  | 129  | 124  | 132  | 114  |
| Quellen: Cassini und INSEE |      |      |      |      |      |      |      |      |      |

## Sehenswürdigkeiten

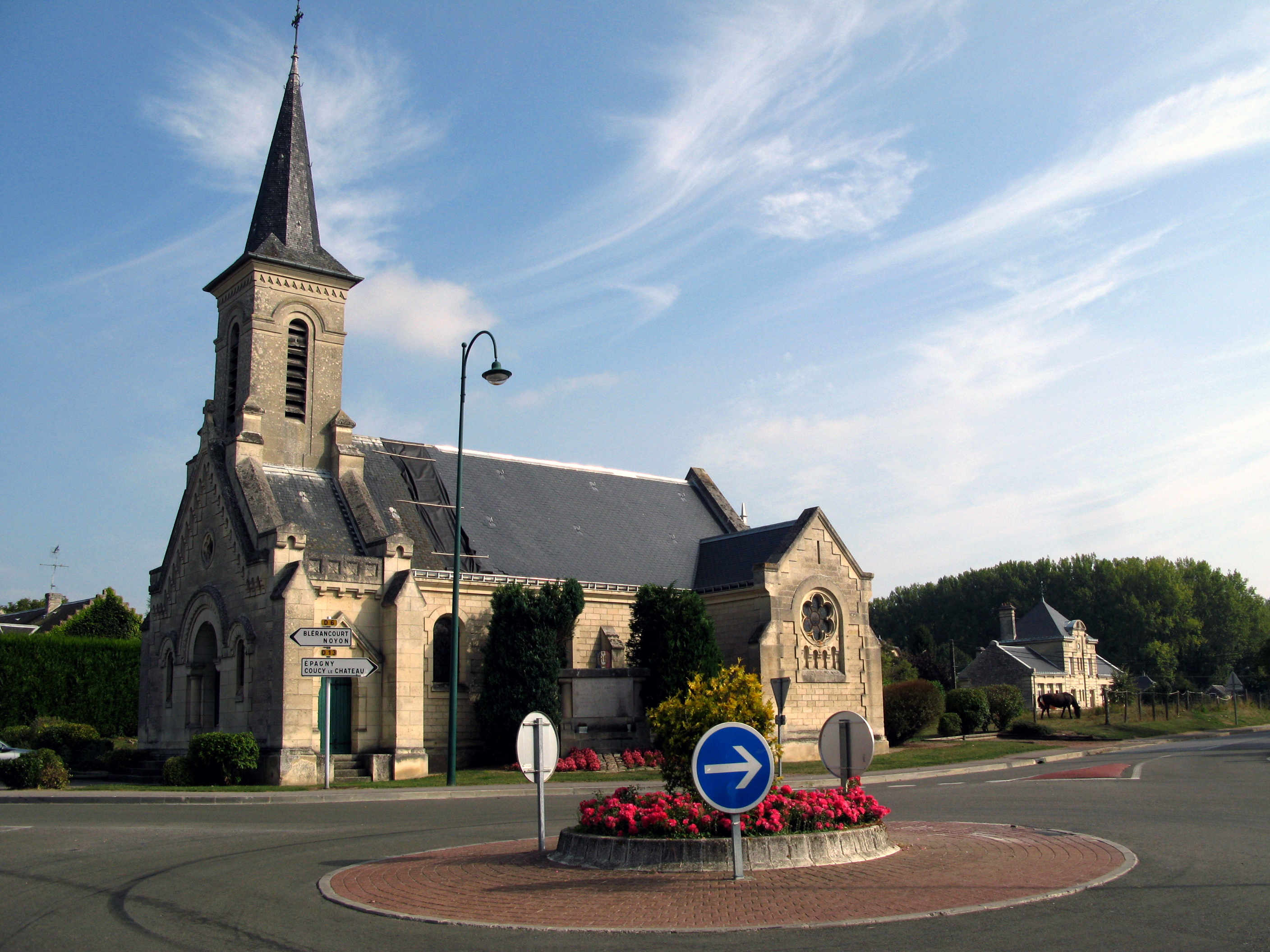
Kirche Saint-Laurent
- Lavoir

- Kirche Saint-Laurent